# بادري بيو
بيو المعروف بلقبه «بادري بيو» أي الأب بيو (بالإيطالية:Padre Pio) ولد بتاريخ 25 مايو/أيار عام 1887 في بيترلشينا في بينيفنتو في إيطاليا لوالديه أورازيو فورجونيه وجوزبّا دي نونزيو وكان اسمه عند الولادة فرانسيسكو.

## حياته
التحق بدير الآباء الكبوشيين في موركونيه وهو في عمر الخامسة عشرة. وأصبح راهباً بتاريخ 22 يناير/كانون الثاني 1903، ورسم كاهناً بتاريخ 10 أغسطس/آب 1910 وذلك في كاتدرائية مدينة بينيفنتو. وبسبب ظروفه الصحية اضطر للمكوث عدة سنوات في قريته. استقر بيو لاحقاً في دير القديسة حنّة في فوجا وذلك في شهر شباط من عام 1916، بعدها انتقل إلى دير يوحنا روتوندو وبقي فيه لا يغادره إلا ما نادر.
بحسب الرواية الدينية فإن بيو وخلال قيامه بالصلاة بتاريخ 20 سبتمبر/أيلول عام 1918 نال ما يعرف باسم «سمات المسيح» أي ظهور جراح في ذات المواضع التي جرح بها يسوع المسيح عند صلبه بحسب الكتاب المقدس (في اليدين والرجلين وفي الخاصرة وأحياناً على الجبين) وهي ظاهرة تعتقد بها الكنيسة الكاثوليكية. مارس بيو خلال حياته الكهنوتية نشاطات اجتماعية وإنسانية متنوعة وكان افتتاح مستشفى «بيت التخفيف من الألام» من أبرز إنجازاته. توفي في 23 سبتمبر/أيلول 1968.
أعلنه البابا يوحنا بولس الثاني مكرماً في يوم 18 ديسمبر/كانون الأول عام 1997 وطوباوياً بتاريخ 2 مايو/أيار في العام 1999، وأخيراً نادى به قديساً في تاريخ 16 يونيو/حزيران 2002.

## من أقواله
| ” | لا أستطيع أن أرفض أي شيء يطلبه أخي الإنسان، هذا ما يريده الرب مني، لأنه هو نفسه لا يرفض لي شيئاً أطلبه. | “ |